# Litsea hookeri
Litsea hookeri är en lagerväxtart som först beskrevs av Meisner, och fick sitt nu gällande namn av David Geoffrey Long. Litsea hookeri ingår i släktet Litsea och familjen lagerväxter. Inga underarter finns listade i Catalogue of Life.